# Liminha (apresentador)
Ailton Alves Sampaio de Lima, conhecido artisticamente como Liminha, (São Paulo, 8 de julho de 1965) é um assistente de palco e apresentador de televisão brasileiro.
Trabalha no SBT e é um dos funcionários mais antigos da emissora, estando há mais de 30 anos no SBT.

## Biografia

### Carreira
Liminha trabalha com Silvio Santos desde a adolescência. No SBT, ele, ajudou o outro assistente Roque na coordenação de auditórios e se consolidou na função. O primeiro programa em que Liminha trabalhou foi "Domingo no parque", nos anos 1980.
Suas participações nos programas do SBT ao longo de mais de três décadas vão desde fantasiar-se como o "Pintinho Amarelinho" no Viva a Noite até sua atual colaboração no programa Roda a Roda, ao lado da filha de Silvio Santos, Rebeca Abravenel.

### Vida pessoal
Em junho de 2015, passou por uma cirurgia de cálculo na vesícula.
Em setembro de 2018, Liminha sofreu um Acidente Vascular Cerebral enquanto gravava um programa e teve de ser socorrido às pressas. Após o AVC, ele foi diagnosticado com Paralisia de Bell.
Em 2023, anunciou o fim do relacionamento com a dentista Fernanda Fiuza, com quem era casado desde 2009.